# Erin Stern
Erin Stern (Tampa, Florida; 5 de febrero de 1980) es una competidora de fitness y de figura profesional estadounidense.

## Primeros años
Erin Elyse Stern nació el 5 de febrero de 1980 en el seno de una familia judía religiosa. Erin Elyse Stern nació en una familia de deportistas. Su padre jugaba al fútbol en el C.W. Post y en la Universidad de Adelphi, y su madre corría tres millas al día. Empezó a montar a caballo en competiciones a una edad temprana, y más tarde desarrolló una pasión por el atletismo, al igual que su madre, que la llevó a su carrera en pista.
Stern siguió el consejo de su padre cuando la animó a conseguir una beca universitaria en la Universidad de Florida, donde obtuvo el estatus de Junior All-American en salto de altura. Erin asistió a la Universidad de Florida, donde se licenció en Política Medioambiental.

## Carrera
Como deportista júnior en la universidad, Erin Stern había estado compitiendo en pentatlones y heptatlones. No alcanzó la norma de clasificación para los Juegos Olímpicos de Pekín por tres centímetros.
Abatida, Erin Stern se vio obligada a renunciar a sus sueños olímpicos. "Soy un poco baja para ser una saltadora de altura", dijo la atleta. "Lo di todo, pero no pude hacer los últimos tres centímetros".
Como competidora de físico y fitness, ha competido en multitud de categorías y certámenes.

### Historial competitivo
- 2021 - IFBB Atlantic Coast Pro — 4º puesto
- 2021 - IFBB Bikini Olympia — 15º puesto
- 2021 - IFBB Tahoe Show — 1º puesto
- 2021 - IFBB Janet Layug's Battle of the Bodies — 7º puesto
- 2021 - IFBB Republic of Texas — 2º puesto
- 2021 - IFBB NY Pro — 12º puesto
- 2021 - IFBB GRL PWR — 13º puesto
- 2020 - IFBB Hurricane Pro — 10º puesto
- 2020 - IFBB Ny Pro — 7º puesto
- 2020 - IFBB Klash World Championship — 10º puesto
- 2020 - IFBB Tampa Pro - 10º puesto
- 2014 - IFBB Australia Pro Grand Prix XIV — 6º puesto[6]
- 2013 - Arnold Classic — 3º puesto
- 2013 - Australia Pro — 2º puesto
- 2013 - Valenti Classic — 1º puesto
- 2013 - Figure Olympia — 2º puesto
- 2012 - Figure International — 2º puesto
- 2012 - Australian Pro Figure Classic — 1º puesto
- 2012 - Valenti Classic Pro Figure — 1º puesto
- 2012 - Figure Olympia — 1º puesto
- 2012 - Sheru Classic — 1º puesto
- 2012 - Arnold Classic Europe — 1º puesto
- 2011 - IFBB Arnold Classic — 2º puesto
- 2011 - IFBB Australian Pro Grand Prix XI — 1º puesto
- 2011 - IFBB New Zealand Pro Figure — 1º puesto
- 2011 - IFBB Olympia - 2º puesto
- 2011 - IFBB Jacksonville Pro — 1º puesto
- 2010 - IFBB Arnold Classic — 2º puesto
- 2010 - IFBB Europa Show of Champions — 1º puesto
- 2010 - IFBB Figure Olympia — 1º puesto
- 2009 - IFBB Arnold Classic — 10º puesto
- 2009 - IFBB Europa Show of Champions — 5º puesto
- 2009 - IFBB Jacksonville Pro — 2º puesto
- 2009 - IFBB Houston Pro Figure — 2º puesto
- 2009 - IFBB Figure Olympia — 6º puesto
- 2009 - IFBB Fort Lauderdale Pro Fitness and Figure — 2º puesto
- 2008 - NPC National Bodybuilding and Figure Championships — 1º puesto